# Bartolomé Olaso
Bartolomé (de) Olaso (fl. 1544-1576) fue un compositor y maestro de capilla español.

## Vida
Se sabe que estuvo trabajando como músico, quizás como maestro de capilla, en la Catedral de Astorga.
Las primeras noticias seguras que se tienen de Bartolomé de Olaso son de su elección como maestro de capilla de la Catedral de Segovia, el 3 de octubre de 1544. Resultó ganador de unas oposiciones en las que enfrentó a otros compositores como Francisco de Fuentes, Tomás de Robledo, Diego de Cepeda, Juan López y Juan López de Aliaga.
Tomó posesión del cargo con un salario de 100 ducados y 30 fanegas de trigo, un sueldo superior a su antecesor en el cargo, Jerónimo del Espinar que cobraba 80 ducados y 20 fanegas. Tras ser ordenado sacerdote en 1553 se le concedió una capellanía, lo que aumentó sus ingresos. También recibió algunos pagos por la composición de «farsas y villancicos».
Fue maestro de capilla de 1544 a 1563 y de 1566 a 1576. En 1563 dimitió por su poca salud y fue nombrado Andrés López como nuevo maestro. El cabildo agradeció a Olaso su servicio y le otorgó algunas mercedes. Sin embargo, el cabildo no quedó satisfecho con López que fue despedido y, posiblemente por haber quedado en buena memoria, se solicitó a Olaso regresar a su anterior cargo. Olaso aceptó en 1566 con un salario de 50 000 maravedís y 40 fanegas de trigo. Fue maestro de Lázaro del Álamo de 1544 a 1549, que posteriormente sería maestro de capilla de la Catedral de México, y de Hernando Franco, que también sería maestro de capilla de la Catedral de México entre 1575 y 1585.
Su salud debía seguir siendo delicada, además de tener una avanzada edad, ya que en 1569 se le concedió un ayudante, un tal Diego Serrano. A partir de ese momento Serrano fue responsable de una parte de las responsabilidades del maestro de capilla: buscar a los infantes del coro, dar lecciones de canto llano y de órgano, e incluso llegó a componer algunas obrillas como farsas de Navidad y la octava del Corpus.
El 17 de agosto de 1576 las actas capitulares de la Catedral de Segovia informan de que quedaba vacante la capilla que ocupaba Olaso, por lo que es de suponer que falleció en algún momento antes de esa fecha. El 22 de noviembre se nombró al nuevo maestro de capilla, Sebastián de Vivanco, y tres días después se leía el testamento de Olaso, que dejaba su dinero para obras pías, incluyendo dotar una huérfana todos los años.

## Obra
No se conservan composiciones de Olaso.